# Kolej leśna Schorfheide
Kolej leśna Schorfheide (niem. Waldbahn Schorfheide) – rozebrana wąskotorowa kolej leśna o rozstawie szyn 600 mm, funkcjonująca w przeszłości na terenach lasów puszczy Schorfheide w Brandenburgii, na północ od Berlina. Największymi stacjami na linii były: Höpe na zachodzie, Döllnkrug nad jeziorem Großdöllner (niem. Großdöllner See) na północnym wschodzie i Werblinersee na południowym wschodzie.

## Historia
W 1882, z inicjatywy Forstmeistera von Hövel, wybudowano pierwsze torowiska o rozstawie szyn 600 mm w systemie kolei polowej, od złoża Michen nad Werbellinsee do kompleksów leśnych Schorfheide. Koleją tą wywożono drewno z lasów państwowych. Zadania te powierzono kilku przedsiębiorstwom kolejowym. Spodziewano się, że sprzedaż drewna z okolic Michen przyniesie znaczne dochody lasom pruskim, w związku z czym kolej cieszyła się wsparciem urzędników cesarskich. Podobne linie kolejowe zostały zbudowane w pobliżu Bad Freienwalde i Eggesin.
2 maja 1884 otwarto pierwszą, sześciokilometrową linię stałego toru  wraz z jednym kilometrem torowiska patentowego. Tor patentowy (przenośny) mógłby, jeśli byłoby to konieczne, być szybko przekładany w obszarze pozyskiwania drewna.

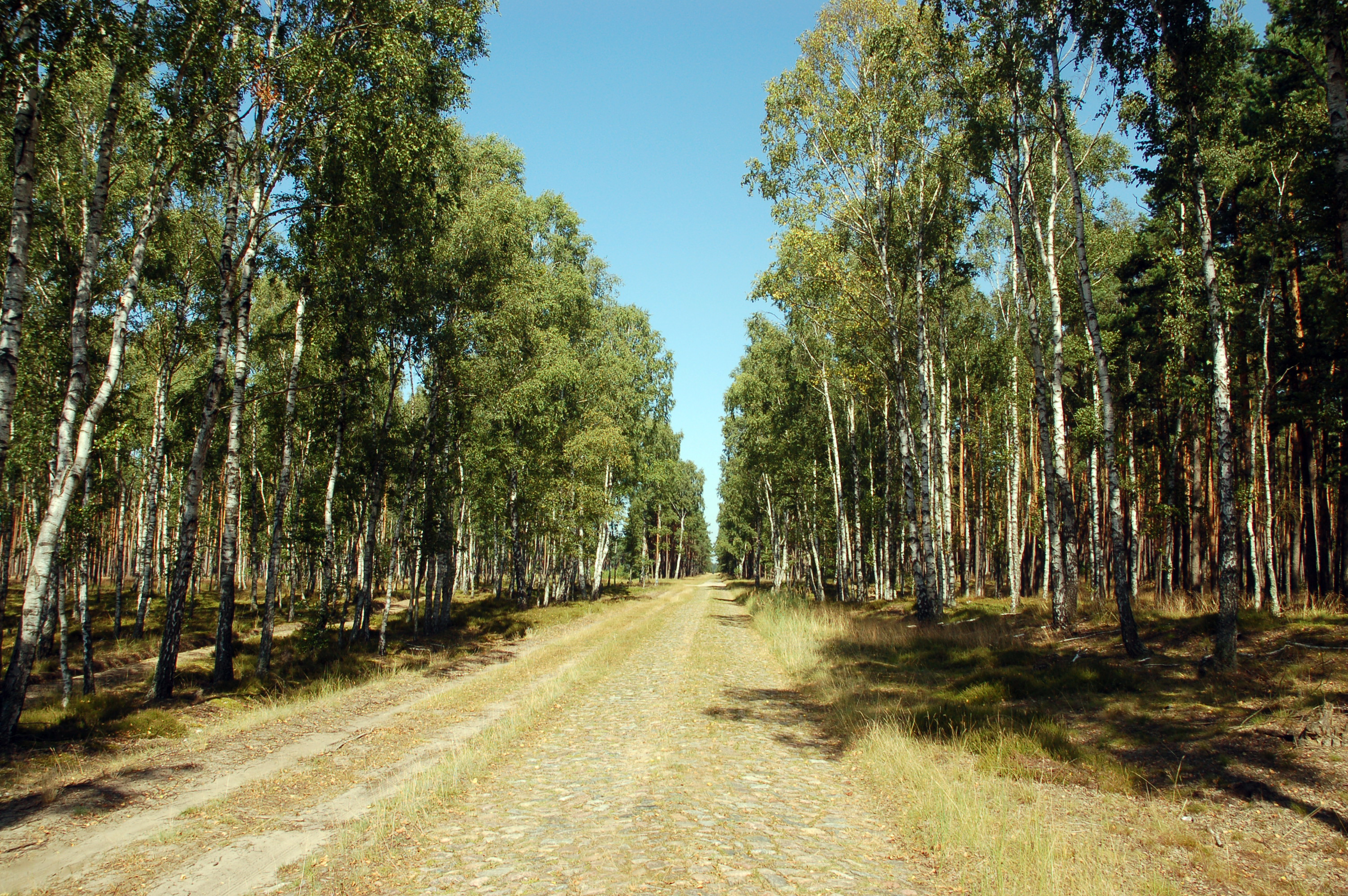
Tereny puszczy Schorfheide, w których przebiegały linie kolei leśnej

Gwałtowna rozbudowa sieci nastąpiła począwszy od 1895 i odbywała się pod kierownictwem brygad kolejowych armii pruskiej. Funkcjonowanie kolei leśnej służyło również wojsku – ćwiczono tu rekrutów w zakresie obsługi kolei, naprawy sprzętu, obsługi maszyn i prac drzewnych. W 1904 zbudowano linię do kamieniołomów w pobliżu Grimnitz i Althüttendorf (być może z inicjatywy administracji leśnej). Linię tę połączono z trasą kolei leśnej. Uzyskany materiał budowlany był używany do dalszej rozbudowy kolei leśnych, a także dróg publicznych. Linia ta pozostawała w eksploatacji do 1917. W latach 1904 i 1905 były na kolei próbnie użytkowane lokomotywy benzolowe, które sprawdziły się i zostały potem zakupione. Wcześniej używano trakcji konnej. Konie były w stanie uciągnąć od 20 do 25 metrów sześciennych drewna w jednym pociągu. Lokomotywy benzolowe ciągnęły od 120 do 150 metrów sześciennych drewna, wymagając jednak lepszego podtorza. W 1908 dobudowano linię w kierunku rzeki Haweli. Na części trasy administracja leśna była wyposażona w system telefoniczny. W pobliżu leśniczówki Pötze zbudowano stację techniczną. Do 1910 ułożono co najmniej 61 km torowisk, na których częściowo zamontowano szyny i podkłady z tras, które istniały przed 1896. Docelowo sieć miała liczyć 75 km. Do poszczególnych odcinków kolei leśnej dobudowywały swoje bocznice lokalne przedsiębiorstwa, m.in. tartak Vogelsang, cegielnia Roth (z koleją polową o długości 1,5 km do wyrobiska gliny po drugiej stronie jeziora Werbellin), żwirownia Baumann w Althüttendorf (z własną siecią kolejową o długości 7,5 km, pomiędzy wyrobiskami kamienia, a żwirownią, np. do Groß Ziethen – system ten działał do lat 60. XX wieku), tartak Joachimsthal, tartak Groß Schönebeck, tartak Liebenwalde, cegielnia w rejonie złoża Burgwall i inne.
Kryzys sprzedaży drewna w latach 1912-1913 doprowadził do pierwszego ograniczenia rozmiarów sieci i demontaży niektórych odcinków. Po I wojnie światowej wojsko utraciło zainteresowanie koleją, nie mogła też ona liczyć na przychylność urzędników cesarskich, jak to miało miejsce wcześniej. Od 1925 działalność przewozowa została znacznie ograniczona, co mogło być spowodowane wyeksploatowaniem systemu. Istnieje również przypuszczenie, że istnienie kolei w pobliżu siedziby Hermanna Göringa w Carinhall, nie podobało się temu nazistowskiemu dygnitarzowi, który chciał zachować dziki charakter Schorfheide. Ostatecznie sieć została zamknięta w 1936.

## Tabor
Na kolei użytkowane były następujące lokomotywy:
- 2 sztuki Borsig Cn2t,
- 2 sztuki Borsig Dn2t,
- 1 sztuka Oberursel typ 50 PS, C-bm,
- 1 sztuka O&K typ 30 PS, Ct + t,
- 1 sztuka O&K typu Brigadelok, Dn2t,
- 1 sztuka O&K typu Brigadelok, Cn2t[3].

## Pozostałości
Do czasów obecnych nie przetrwały żadne odcinki kolei. Czytelne w terenie są natomiast pozostałości starotorza i nasypów m.in. pomiędzy Vogelsang i Steinfeld.